# Grand Gascon saintongeois
De  grand Gascon Saintongeois  is een van oorsprong in Frankrijk gefokt hondenras. Hij lijkt qua uiterlijk op de Petit Gascon saintongeois, maar staat hoger op de poten, het verschil is ongeveer 10 centimeter. Hij is geschikt voor de jacht op groot wild, maar ook bruikbaar bij de hazenjacht. Ze worden gerekend tot de bloedhonden (geurjagers).

## Uiterlijk
De grand Gascon Saintongeois is een grote hond met een kortharige stevige vacht. De grondkleur van de vacht is wit met een aantal zwarte vlekken en soms enkele zwarte spikkels maar niet te veel. Een volwassen reu wordt ongeveer 62 tot 72 centimeter hoog; een volwassen teef blijft iets kleiner en wordt ongeveer 62 tot 68 cm hoog, met een tolerantie naar beide zijden van 1 centimeter. Het gewicht varieert tussen de 31 en 36 kilogram.
Alpenländische dachsbracke ·
American foxhound ·
Anglo-Français de petit vénerie ·
Ariégeois ·
Basset artésien normand ·
Basset bleu de Gascogne ·
Basset fauve de Bretagne ·
Basset hound ·
Beagle ·
Beagle-harrier ·
Beierse bergzweethond ·
Billy ·
Black and tan coonhound ·
Bloedhond ·
Bosanski ostrodlaki gonic barak ·
Brandlbracke ·
Briquet griffon vendéen ·
Chien d'Artois ·
Crnogorski planinski gonic ·
Dalmatiër ·
Drever ·
Duitse brak ·
Dunker ·
Eesti hagijas ·
Erdélyi kopó ·
Finse brak ·
Foxhound ·
Français blanc et noir ·
Français blanc et orange · 
Français tricolore ·
Gończy Polski ·
Grand anglo-français blanc et noir ·
Grand anglo-français blanc et orange ·
Grand anglo-français tricolore · 
Grand basset griffon vendéen ·
Grand bleu de Gascogne ·
Grand Gascon saintongeois ·
Grand griffon vendéen ·
Griffon bleu de Gascogne ·
Griffon fauve de Bretagne ·
Griffon nivernais ·
Haldenstøvare ·
Hamiltonstövare ·
Hannoveraanse zweethond ·
Harrier ·
Hellinikos ichnilatis ·
Hygenhund ·
Istarski kratkodlaki gonic ·
Istarski ostrodlaki gonic ·
Ogar polski ·
Otterhound ·
Petit basset griffon vendéen ·
Petit bleu de Gascogne ·
Petit Gascon saintongeois ·
Poitevin ·
Porcelaine ·
Posavski gonic ·
Pronkrug ·
Sabueso español ·
Schillerstövare ·
Schweizer Laufhund ·
Schweizerischer Niederlaufhund ·
Segugio italiano (korthaar) ·
Segugio italiano (ruwhaar) ·
Segugio maremmano ·
Slovensky kopov ·
Smalandstövare ·
Srpski gonic ·
Srpski trobojni gonic ·
Steirische rauhhaarbracke ·
Tiroler brak ·
Westfaalse dasbrak